# Aktiebolaget Svensk färgämnesindustri
Aktiebolaget Svensk färgämnesindustri, ASF, var ett försök att skapa en svensk kemikoncern modellerad efter de stora europeiska förebilderna. Företaget grundades 1917 men tvingades redan 1920 i likvidation.
Under första världskriget kunde små svenska kemiföretag utvecklas utan konkurrens från utländska storbolag. Framgångarna föranledde en grupp entreprenörer att vija ta nästa steg - en kemikoncern insprerad av europeiska jättar som CIBA och Bayer. 1917 bildade man Svensk färgämnesindustri ASF, en sammanslagning av bland andra Astra, AB Wilh. Becker och Svanens Droghandel. Samarbetsavtal tecknades med bland andra Bofors och Skånska Superfosfat. Tanken var att ta över en del av de av kriget sargade tyska koncernernas internationella marknadsandelar eller agera mellanhand mellan tyska företag och kunder i ententeländerna.
Bland entreprenörerna bakom ASF fanns bröderna Birger och Ivar Carlson (VD respektive chefjurist på Stockholms Superfosfat), apotekaren Adolf Rising (en av grundarna av Astra) samt apotekaren Hjalmar Andersson-Tesch (VD och storägare i Astra). Till styelseordförande utsågs Oscar Holterman, bland övriga ledamöter fanns Boforschefen Ragnar Sohlman, bankdirektören Oscar Rydbeck och KTH-professorn Carl Kullgren. Till VD utsågs Birger Rosentwist, tidigare USA-representant för tyska IG Farben.
Affärsvärlden skrev: 
"Den planlagda fabrikationen är utan tvifvel af största betydelse för landet och man måste vara initiativtagarne tacksam för det nationellt viktiga arbete de har slutfört."
I november 1918 slutade kriget. Den tyska industrin kom igång snabbare än väntat och ASF var långt ifrån färdigt att möta internationell konkurrens. Ledningen hade byggt upp stora råvarulager inköpta till höga priser, och med sjunkande världsmarknadspriser gjorde man stora förluster. Redan 1920 tvingades man träda i likvidation. 
ASF blev den största konkursen i Sverige under efterkrigsdepressionen. Fyra styrelseledamöter beviljades inte ansvarsfrihet: Birger Carlson, Adolf Rising, AV Holm och K Kjellander.